# Sphenomorphus indicus
Sphenomorphus indicus är en ödleart som beskrevs av  Gray 1853. Sphenomorphus indicus ingår i släktet Sphenomorphus och familjen skinkar. Inga underarter finns listade i Catalogue of Life.